# جائزة هولندا الكبرى 1980
جائزة هولندا الكبرى 1980 هو سباق فورمولا 1 أقيم بتاريخ 31 أغسطس 1980 في حلبة بارك زانتفورت، هولندا. كان الحادي عشر من أصل 14 في بطولة العالم لسباقات الفورمولا واحد موسم 1980. حلّ البرازيلي نيلسون بيكيه أولا بينما جاء الفرنسي رينيه أرنو في المركز الثاني وحصل على المركز الثالث الفرنسي جاك لافيت.